# Dysderina globosa
Dysderina globosa là một loài nhện trong họ Oonopidae.
Loài này thuộc chi Dysderina. Dysderina globosa được Eugen von Keyserling miêu tả năm 1877.